# Сиријска скривалица
Сиријска скривалица (лат. Hipparchia syriaca) врста је лептира из породице шаренаца (лат. Nymphalidae).

## Опис врсте
Распростањење у Србији није добро испитано, пошто је по свему слична шумској скривалици. Горња страна предњих крила код мужјака има слабије иражену белу пругу, али је за поуздано разликовање потребно помоћу лупе прегледати гениталије.

## Распрострањење и станиште
Насељава локално балканско полуострво. 

## Биљке хранитељке
Биљке хранитељке су траве.